# SpaceX Merlin
Merlin là dòng động cơ tên lửa do SpaceX phát triển để sử dụng trên các phương tiện phóng Falcon 1, Falcon 9 và Falcon Heavy. Động cơ Merlin sử dụng nhiên liệu là RP-1 và oxy lỏng. Động cơ Merlin ban đầu được thiết kế để tái sử dụng sau khi tên lửa hạ cánh trên biển, nhưng kể từ năm 2016, toàn bộ tên lửa Falcon 9 đều có thể tái sử dụng sau khi SpaceX hạ cánh thành công tên lửa Falcon 9 trên bệ hạ cánh bằng một trong chín động cơ Merlin của nó.
Kim phun ở trung tâm động cơ Merlin thuộc loại pintle, được sử dụng lần đầu trong động cơ hạ cánh của Apollo Lunar Module (LMDE ). Các chất đẩy được cung cấp bởi một bơm tăng áp một trục, bánh công tác kép. Máy bơm tăng áp này cũng cung cấp chất lỏng áp suất cao cho các này cũng cung cấp nhiên liệu áp suất cao cho các bộ truyền động thủy lực, sau đó thu hồi nhiên liệu áp suất thấp. Điều này giúp loại bỏ hệ thống truyền động thủy lực, tránh phát sinh lỗi điều khiển phương lực đẩy do hết nhiên liệu thủy lực.

## Phiên bản

### Merlin 1A

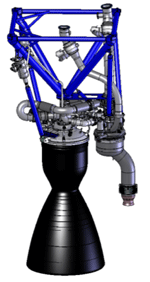
Động cơ Merlin 1A.

Phiên bản đầu tiên, Merlin 1A , sử dụng đầu phun composite polyme làm từ sợi carbon được gia cố, được làm mát và có thể tạo ra 340 kN (76.000 lbf) lực đẩy. Merlin 1A chỉ được sử dụng hai lần: lần đầu tiên vào ngày 24 tháng 3 năm 2006, khi nó bốc cháy và hỏng do rò rỉ nhiên liệu ngay sau khi phóng, và lần thứ hai vào ngày 21 tháng 3 năm 2007, lần đầu tiên thực hiện thành công. Cả hai lần, động cơ Merlin 1A đều được gắn trên tên lửa Falcon 1 giai đoạn đầu.
Máy bơm tăng áp SpaceX là một thiết kế hoàn toàn mới, được ký hợp đồng với Barber-Nichols, Inc. vào năm 2002. Công ty này trước đây đã thiết kế và chế tạo các máy bơm tăng áp cho chương trình động cơ RS-88 (Bantam) và NASA Fastrac. Merlin 1A sử dụng trục chính được hàn ma sát bằng hợp kim Inconel 718, tích hợp một bơm tăng áp RP-1 ở giữa. Vỏ của bơm tăng áp này sử dụng vật liệu đúc bằng Inconel ở đầu tuabin, nhôm ở trung tâm và thép không gỉ series 300 ở đầu LOX. Tuabin là một thiết kế xung tiếp nhận một phần (chất lỏng làm việc chỉ được tiếp nhận thông qua một phần chuyển động quay của tuabin; một vòng cung, không phải toàn bộ quá trình) và được quay ở tốc độ lên đến 20.000 rpm, với tổng trọng lượng là 150 lb (68 kg).

### Merlin 1B
Động cơ tên lửa Merlin 1B là phiên bản nâng cấp của Merlin 1A. Việc nâng cấp Máy bơm tăng áp do Barber-Nichols, Inc. thực hiện. Nó được thiết kế cho các tên lửa Falcon 1, có khả năng sản xuất 85.000 lbf (380 kN) lực đẩy ở mực nước biển và 95.000 lbf (420 kN) trong chân không, với xung cụ thể là 261 s (2,56 km/s) ở mực nước biển và 303 s (2,97 km/s) trong chân không.
Merlin 1B được cải tiến trên 1A bằng việc nâng cấp tuabin, tăng sản lượng điện từ 2.000 hp (1.500 kW) lên 2.500 hp (1.900 kW). Việc nâng cấp tuabin được thực hiện bằng cách bổ sung thêm các vòi phun, biến thiết kế tiếp nhận một phần trước đây thành toàn bộ. Bơm tăng áp RP-1/LOX được nâng cấp. Mô hình này quay nhanh hơn 22.000 vòng/phút tạo ra áp suất xả cao hơn. Trọng lượng bơm tăng áp không đổi. Một thay đổi đáng chú ý khác so với 1A là việc trang bị hệ thống đánh lửa TEA - TEB (pyrophoric) thay vì đánh lửa thông thường.
Mục đích sử dụng ban đầu của Merlin 1B là trang bị trên tên lửa Falcon 9, với một cụm gồm chín động cơ. Do kinh nghiệm từ Falcon 1, SpaceX đã chuyển quá trình phát triển Merlin của mình sang Merlin 1C, được trang bị hệ thống làm mát tái sử dụng. Do đó, Merlin 1B chưa bao giờ được sử dụng.

### Merlin 1C

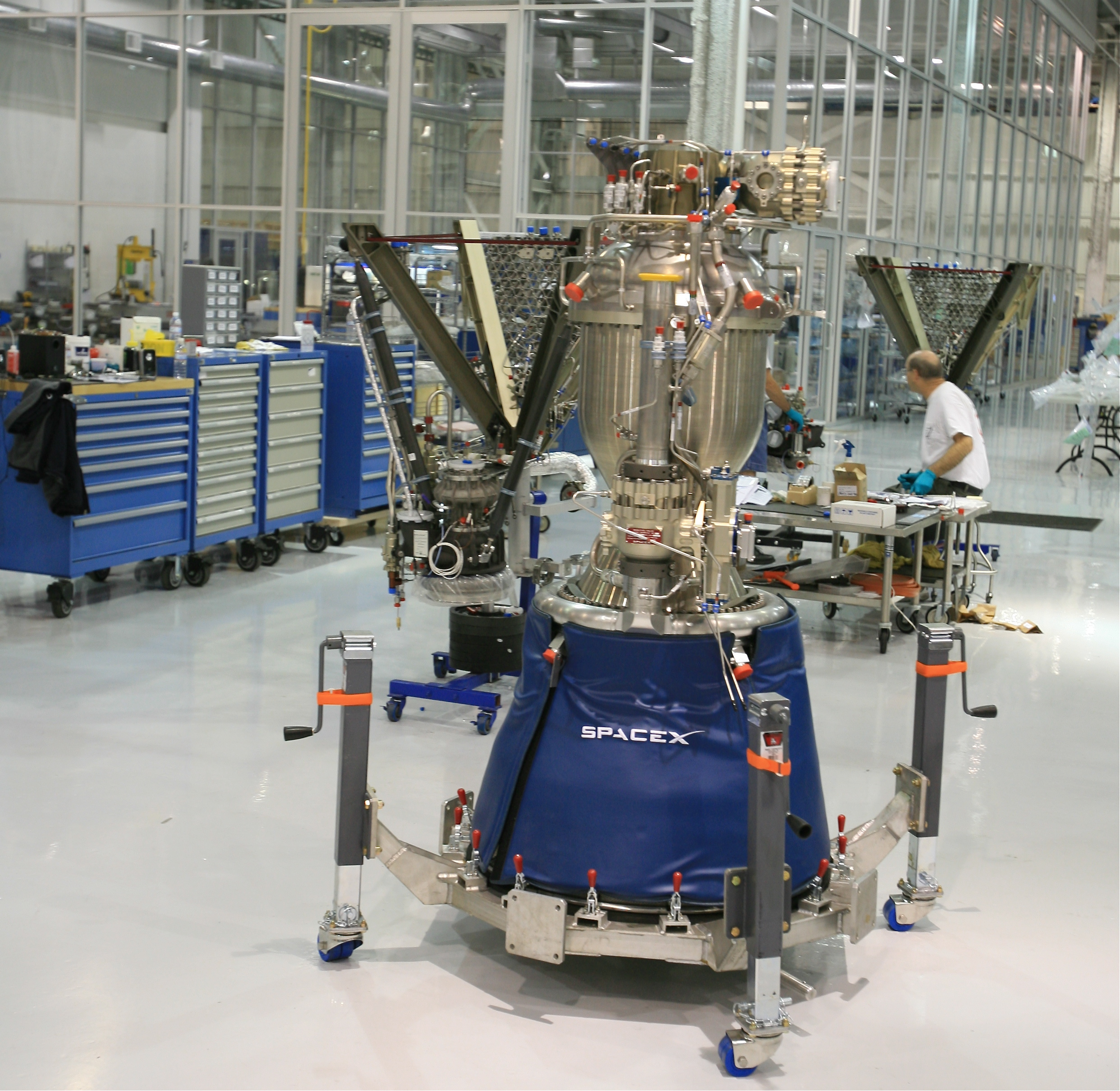
Merlin 1C đang được chế tạo tại SpaceX.

Ba phiên bản của động cơ Merlin 1C đã được sản xuất. Động cơ Merlin sử dụng trên Falcon 1 có một cụm ống xả bơm tăng áp cung cấp khả năng điều khiển độ xoay của tên lửa. Động cơ Merlin 1C sử dụng trên Falcon 9 gần giống với biến thể được sử dụng trên Falcon 1, mặc dù cụm ống xả bơm tăng áp không di chuyển được. Cuối cùng, một biến thể Merlin 1C được sử dụng trên Falcon 9 giai đoạn hai, được gọi là Merlin Vacuum. Động cơ này khác với bản gốc khi sử dụng vòi xả lớn hơn, được tối ưu hóa cho hoạt động ngoài chân không và có thể được điều chỉnh công suất phóng từ 60% đến 100%.
Merlin 1C sử dụng vòi phun và buồng đốt được làm mát tái tạo. Là Merlin 1B với một số thay đổi nhỏ. Với việc thử nghiệm tái đốt 170 lần trong nhiệm vụ vào tháng 11 năm 2007,  lần đầu tiên động cơ được sử dụng vào tháng 8 năm 2008, cung cấp lực đẩy cho "tên lửa chạy bằng nhiên liệu lỏng do [[Không gian riêng|privately- [sic]]] phát triển đầu tiên lên quỹ đạo thành công", Falcon 1 Flight 4, vào tháng 9 năm 2008, và cung cấp lực đẩy cho lần phóng đầu tiên của tên lửa Falcon 9 vào tháng 6 năm 2010.
Merlin 1C cung cấp lực đẩy 78.000 lbf (350 kN) trên mặt đất và 90.000 lbf (400 kN) trong môi trường chân không, với xung lực đẩy chân không 304 s (2,98 km/s). Ở cấu hình này, động cơ tiêu thụ 300 lb (140 kg) nhiên liệu trong một giây. Các thử nghiệm đã được thực hiện với duy nhất một động cơ Merlin 1C, chạy thành công trong 27 phút (tính cùng thời gian của các bài kiểm tra khác nhau), tương đương với mười chuyến bay Falcon 1 hoàn chỉnh. Merlin 1C và vòi phun được làm mát bằng cách tái sử dụng 100 lb (45 kg) dầu hỏa trên giây và có thể hấp thụ 10 MW (13.000 hp) nhiệt năng.
Merlin 1C lần đầu tiên được sử dụng như một phần của nỗ lực phóng một tên lửa Falcon 1. Khi thảo luận về thất bại, Elon Musk nói rằng:"Chuyến bay của chặng đầu tiên, với động cơ Merlin 1C mới, sẽ được sử dụng trong tên lửa Falcon 9, là một bức tranh hoàn hảo."  Merlin 1C đã được sử dụng trong chuyến bay thứ tư thành công của Falcon 1 ngày 28 tháng 9 năm 2008.
Vào ngày 7 tháng 10 năm 2012, một động cơ Merlin 1C (Engine No. 1) của sứ mệnh CRS-1 đã gặp phải sự cố lúc T + 00: 01: 20, xuất hiện trên video phóng CRS-1 với một vụ nổ lớn. Sự cố xảy ra ngay khi tên lửa đạt được vận tốc max-Q (áp suất khí động học tối đa). Đánh giá nội bộ của SpaceX cho thấy động cơ đã ngừng hoạt động sau khi mất áp suất đột ngột và chỉ có lớp vỏ khí động học bị phá hủy, tạo ra các mảnh vỡ như trong video; động cơ không phát nổ vì bộ điều khiển mặt đất của SpaceX tiếp tục nhận dữ liệu từ nó trong suốt chuyến bay. Nhiệm vụ chính không bị ảnh hưởng bởi sự cố, tám động cơ còn lại vẫn có khả năng điều chỉnh quỹ đạo tên lửa, nhưng trọng tải của nhiệm vụ phụ không thể đạt được quỹ đạo dự kiến do các giao thức an toàn ngăn chặn va chạm với Trạm vũ trụ Quốc tế ISS. Các giao thức này đã ngăn chặn lần tái kích hoạt thứ hai của động cơ đối với tải trọng thứ cấp.
SpaceX đã có kế hoạch phát triển một động cơ cung cấp 560 kN (130.000 lbf) lực đẩy trên phiên bản Merlin 1C, sử dụng trong Falcon 9 Block II và tên lửa Falcon 1E. Động cơ Merlin 1C và các mô hình tăng áp đã ngừng sản xuất, thay thế bởi Merlin 1D.

### Merlin Vacuum (1C)

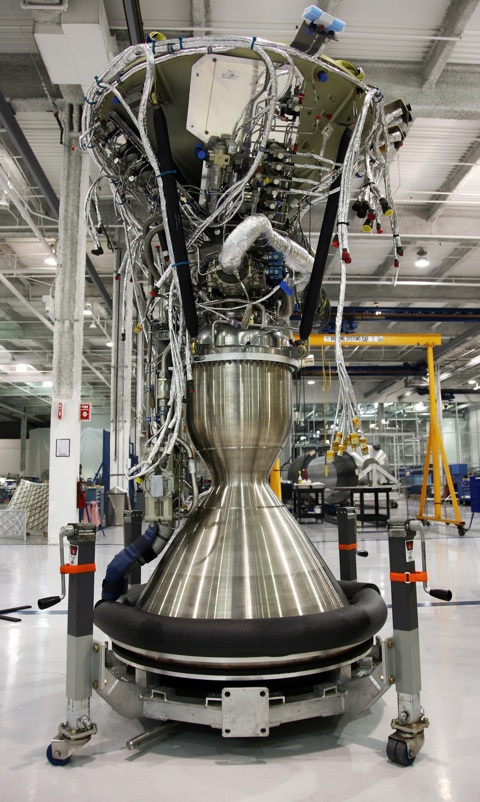
Động cơ Merlin Vacuum 1C tại nhà máy Hawthorne năm 2008.

Vào ngày 10 tháng 3 năm 2009, một trong một cuộc họp báo của SpaceX, họ công bố đã thử nghiệm thành công động cơ Merlin Vacuum - một biến thể của động cơ 1C. Merlin Vacuum có phần ống xả và vòi phun mở rộng lớn hơn nhằm tối đa hóa hiệu quả của động cơ trong môi trường chân không. Buồng đốt của nó được làm mát bằng năng lượng tái tạo, trong khi 2,7 m (9 foot)  ống hợp kim niobi được làm mát bằng bức xạ. Động cơ cung cấp 92.500 lbf (411 kN) lực đẩy trong chân không với xung lực đẩy 342 s (3,35 km/s). Động cơ Merlin Vacuum đầu tiên đã trải qua quá trình tái khởi động toàn thời gian (329 giây) của Falcon 9 vào ngày 2 tháng 1 năm 2010. Nó đã được sử dụng trên tên lửa Falcon 9 vào ngày ngày 4/6/2010. Ở công suất tối đa, động cơ Merlin Vacuum hoạt động với hiệu suất cao nhất so với bất kỳ động cơ tên lửa chạy bằng nhiên liệu hydrocacbon nào do Mỹ sản xuất.
Một cuộc thử nghiệm ngoài kế hoạch đối với động cơ Merlin Vacuum đã được nâng cấp được thực hiện vào tháng 12 năm 2010. Một thời gian ngắn trước chuyến bay thứ hai theo lịch trình của Falcon 9, hai vết nứt đã được phát hiện trong đường ống dài 9 foot (2,7 m) trong đầu phun hợp kim niobi của động cơ Merlin Vacuum. Giải pháp kỹ thuật là cắt bỏ 4 ft (1,2 m) của vòi phun. Tên lửa phóng hai ngày sau đó, vì không cần thiết phải nâng cấp vòi phun để đáp ứng các mục tiêu của sứ mệnh. Động cơ được sửa đổi đã đưa giai đoạn hai của tên lửa lên quỹ đạo cao 11.000 km (6.800 mi).

### Merlin 1D
Động cơ Merlin 1D được SpaceX phát triển từ năm 2011 đến năm 2012, với chuyến bay đầu tiên vào năm 2013. Các mục tiêu thiết kế cho động cơ mới bao gồm tăng độ tin cậy, cải thiện hiệu suất và cải thiện tốc độ sản xuất. Năm 2011, mục tiêu hiệu suất của động cơ là cung cấp 155.000 lbf (690 kN) lực đẩy chân không, xung lực 310 s (3,0 km/s), tỷ lệ mở rộng là 16 (trái ngược với 14,5 trước đó của Merlin 1C) và áp suất buồng ở "điểm ngọt" đạt 1.410 psi (9,7 MPa) . Merlin 1D ban đầu được thiết kế để tiết lưu từ 100% đến 70% lực đẩy tối đa; tuy nhiên, những cải tiến kể từ năm 2013 cho phép động cơ điều chỉnh công suất phóng đến 40%.
Tỷ lệ hỗn hợp nhiên liệu/chất ôxy hóa cơ bản được kiểm soát bởi kích thước của các ống cung cấp chất nhiên liệu cho mỗi động cơ, chỉ với một lượng nhỏ điều tiết bởi van điều khiển động cơ servo, cung cấp khả năng kiểm soát tốt tỷ lệ hỗn hợp.
Vào ngày 24 tháng 11 năm 2013, Elon Musk tuyên bố rằng động cơ đã hoạt động ở mức 85% khả năng của nó, và họ dự đoán có thể tăng lực đẩy của động cơ khi ở trên mặt đất lên khoảng 165.000 lbf (730 kN) và tỷ lệ lực đẩy sẽ đạt trên 180%. Phiên bản này của Merlin 1D đã được sử dụng trên tên lửa Falcon 9 và lần đầu tiên bay trên tên lửa Falcon 9 thứ 20.
Vào tháng 5 năm 2016, SpaceX đã công bố kế hoạch nâng cấp động cơ Merlin 1D bằng cách tăng lực đẩy động cơ ngoài chân không lên 914 kN (205.000 lbf) và lực đẩy động cơ trên mặt đất lên 845 kN (190.000 lbf) ; Theo SpaceX, lực đẩy bổ sung sẽ làm tăng tải trọng của tên lửa Falcon 9 LEO lên đến khoảng 22 tấn mỗi nhiệm vụ. SpaceX cũng lưu ý rằng không giống như lần tên lửa Falcon 9 đạt công suất tối đa trước đó, sự gia tăng hiệu suất đẩy do động cơ đã được nâng cấp và không có thay đổi quan trọng nào khác đối với tên lửa.
Vào tháng 5 năm 2018, trước chuyến bay đầu tiên của Falcon 9 Block 5, SpaceX đã thông báo rằng khả năng tạo ra 190.000 lbf (850 kN) lực đẩy đã thành công. Merlin 1D hiện có khả năng tạo ra lực đẩy gần bằng các động cơ Rocketdyne H-1/RS-27 đã ngừng hoạt động từng được sử dụng trên tên lửa Saturn I, Saturn IB và Delta II.

#### Sự cố
Ngày 18 tháng 3 năm 2020, khi phóng vệ tinh Starlink bằng tên lửa Falcon 9, động cơ bị tắt sớm hơn kế hoạch trong khi bay lên. Việc tắt động cơ xảy ra 2 phút 22 giây kèm với một "sự cố" được nhìn thấy trên các phương tiện truyền thông. Giai đoạn hai của tên lửa Falcon 9 đã phải sử dụng động cơ lâu hơn để đưa tải trọng lên quỹ đạo. Tuy nhiên, giai đoạn đầu đã không thể hạ cánh. Trong một cuộc điều tra sau đó, SpaceX phát hiện ra rằng isopropyl, được sử dụng làm chất lỏng tẩy rửa, đã đọng lại và bắt lửa, khiến động cơ bị tắt. Để giải quyết vấn đề, trong lần phóng tiếp theo, SpaceX đã chú trọng vào quá trình dọn dẹp tên lửa.
Vào ngày 2 tháng 10 năm 2020, kế hoạch phóng vệ tinh GPS-III đã bị hủy bỏ ở giây T-2 do sự cố khởi động sớm được phát hiện trên 2 trong số 9 động cơ ở giai đoạn một. Động cơ đã được tháo ra để kiểm tra và phát hiện một cổng trong bộ tạo khí đã bị tắc. Sau khi loại bỏ tắc nghẽn, động cơ khởi động như dự kiến. Sau đó, SpaceX đã kiểm tra các động cơ khác trong các tên lửa của mình và phát hiện ra rằng hai trong số các động cơ trên tên lửa Falcon 9 dự kiến cho vụ phóng Crew-1 cũng gặp sự cố này. Những động cơ đó đã được thay thế bằng động cơ Merlin 1D mới.

### Merlin 1D Vacuum
Một phiên bản sử dụng trong môi trường chân không của động cơ Merlin 1D đã được phát triển cho tên lửa Falcon 9 v1.1 và Falcon Heavy. Tính đến năm 2020, lực đẩy của Merlin Chân không 1D đạt được là 220.500 lbf (981 kN) với xung là 348 giây, xung lực cao nhất từng có đối với động cơ tên lửa hydrocacbon của Hoa Kỳ. Sự gia tăng này đạt được do tăng tỷ lệ nhiên liệu khi hoạt động trong chân không.
Động cơ có thể giảm tốc tới 39% lực đẩy tối đa, hoặc 360 kN (81.000 lbf).

## Thiết kế

### Bộ điều khiển động cơ
SpaceX sử dụng thiết kế dự phòng ba lớp trong các máy tính của động cơ Merlin. Hệ thống sử dụng ba máy tính trong mỗi đơn vị xử lý, mỗi máy liên tục kiểm tra các máy khác để tránh lỗi tính toán. Một bộ xử lý sẽ điều khiển mười động cơ Merlin (chín ở giai đoạn đầu, một ở giai đoạn thứ hai) sử dụng trên tên lửa Falcon 9.

### Bơm tăng áp
Bơm tăng áp Merlin LOX/RP-1 sử dụng trên Merlin được thiết kế và phát triển bởi Barber-Nichols. Nó quay 36.000 số vòng quay mỗi phút, cung cấp 10.000 mã lực (7.500 kW).

### Máy phát điện
Bơm tăng áp LOX/RP-1 trên mỗi động cơ Merlin được cung cấp năng lượng bởi một máy phát điện tương tự như động cơ được sử dụng trong động cơ Rocketdyne F-1 thời Apollo. 

## Sản xuất
Tính đến  tháng 8 năm 2011, SpaceX sản xuất tám động cơ Merlin mỗi tháng, với kế hoạch nâng sản lượng lên khoảng 33 động cơ mỗi tháng (hoặc 400 động cơ mỗi năm). Đến tháng 9 năm 2013, tổng không gian sản xuất của SpaceX đã tăng lên gần 1 triệu foot vuông (93.000 mét vuông). Nhà máy đã được cấu hình để đạt được tốc độ sản xuất tối đa lên tới 40 tên lửa mỗi năm với nhu cầu 400 động cơ hàng năm. Đến tháng 10 năm 2014, SpaceX thông báo rằng họ đã sản xuất động cơ Merlin 1D thứ 100 và các động cơ hiện đang được sản xuất với tốc độ 4 chiếc mỗi tuần, sắp tới sẽ tăng lên 5 chiếc mỗi tuần.
Vào tháng 2 năm 2016, SpaceX nói rằng công ty sẽ cần chế tạo hàng trăm động cơ mỗi năm để đáp ứng kế hoạch chế tạo 30 tên lửa Falcon 9/Falcon Heavy hàng năm vào cuối năm 2016.
Mỗi tên lửa Falcon 9 sử dụng chín động cơ Merlin, và giai đoạn thứ hai của tên lửa sử dụng một động cơ Merlin Vacuum. Giai đoạn thứ hai của tên lửa không được tái sử dụng, vì vậy mỗi lần phóng tiêu thụ một động cơ Merlin Vacuum. SpaceX đã thiết kế tên lửa với khả năng thu hồi động cơ khi hạ cánh, và tên lửa được thu hồi đầu tiên được tái sử dụng vào tháng 3 năm 2017. Đến năm 2020, chỉ có 5 trong số 26 lần phóng Falcon 9 sử dụng tên lửa đẩy mới. 26 lần phóng này sử dụng 26 động cơ Merlin Vacuum mới và 45 động cơ Merlin được tái sử dụng. Trong 10 tháng đầu năm 2021, đã có 24 lần phóng Falcon 9, một trong số đó sử dụng động cơ mới.